# Departamento Francisco Morazán
Francisco Morazán ist eines der 18 Departamentos in Honduras (Mittelamerika). Es ist benannt nach einem für das mittelamerikanische und honduranische Selbstverständnis bedeutenden Helden der ersten Hälfte des 19. Jahrhunderts.
Die Hauptstadt des Departamentos ist Tegucigalpa. Sie ist zugleich die Landeshauptstadt. Bis zum Jahr 1943 hieß das Departamento ebenfalls Tegucigalpa, wurde damals aber nach José Francisco Morazán Quezada – dem ehemaligen Präsidenten der Zentralamerikanischen Konföderation – umbenannt.

## Municipios
Das Departamento Francisco Morazán ist verwaltungstechnisch in 28 Municipios unterteilt:
1. Alubarén
2. Cedros
3. Curarén
4. Distrito Central (Tegucigalpa)
5. El Porvenir
6. Guaimaca
7. La Libertad
8. La Venta
9. Lepaterique
10. Maraita
11. Marale
12. Nueva Armenia
13. Ojojona
14. Orica
15. Reitoca
16. Sabanagrande
17. San Antonio de Oriente
18. San Buenaventura
19. San Ignacio
20. San Juan de Flores
21. San Miguelito
22. Santa Ana
23. Santa Lucía
24. Talanga
25. Tatumbla
26. Valle de Ángeles
27. Vallecillo
28. Villa de San Francisco